# Музей истории города Краматорска
Музей истории города Краматорска (укр. Музей історії міста Краматорська) — музей основанный в 1967 году в Краматорске, Донецкой области.

## История
Музей открыт 5 ноября 1967 года на общественных началах.
С 14 января 1988 года учреждение является отделом Донецкого областного краеведческого музея.
С 1 февраля 1992 года музей работает самостоятельно.

## Экспозиция
В экспозиции музея рассказывается о развитие Донбасса и образцах труда и культуры местных жителей.
Музей гордится своей коллекцией полотенец и украинской одежды.
В здание всего 4 зала:
- В первом зале рассказывается о истории основания города, также в этом зале воссоздана украинская хата[2][3],
- Второй зал знакомит с историей конца XIX века по начало XX века[2],
- Третий зал посвящён истории города с 1920 года по 1930 год, в которых находится материалы о краматорских нэпманах и предпринимателях и о строительстве Новокраматорского машиностроительного завода, из-за которого с 1932 года Краматорск является городом[2],
- Четвёртый зал называется «Наши знаменитые земляки», где основное место занимают материалы о Леониде Федоровиче Быкове[2].

## Клубы
В музее работают следующие клубы:
- клуб вышивальщиц «Чарівниця»[2],
- клуб «Ветеран»[2].